# Unione Sportiva Latina Calcio 2013-2014
Questa voce raccoglie le informazioni riguardanti l'Unione Sportiva Latina Calcio nelle competizioni ufficiali della stagione 2013-2014.

## Stagione
Nella stagione 2013-2014 il Latina ha disputato il primo campionato di Serie B della sua storia. Ha onorato il torneo cadetto da protagonista, da vera sorpresa di stagione, ha raccolto 30 punti nel girone di andata, iniziato male e chiuso in decima posizione, poi nel girone di ritorno spicca il volo con 38 punti raccolti, che la pongono in terza posizione finale con 68 punti. Alle spalle delle promosse dirette Palermo ed Empoli, disputa i Play-off da favorita, in semifinale impatta due volte (2-2) con il Bari, eliminandolo perché piazzato al sesto posto in campionato, anche perché penalizzato di quattro punti. Poi nella doppia finale Play-off il Latina perde due volte contro il Cesena, che sale in Serie A. Beffati sulla linea del traguardo i nerazzurri laziali, hanno comunque disputato un campionato al di sopra delle attese. Il campionato del Latina è iniziato con Gaetano Auteri in panchina, sostituito alla quarta giornata con solo due punti in classifica, da Roberto Breda che risulta primo attore della bella stagione. Altro protagonista il brasiliano Jonathas preso dal Torino, autore di 15 reti. Nella Coppa Italia laziali subito fuori, sconfitti (2-0) a Crotone.

## Divise e sponsor
Lo sponsor tecnico per la stagione 2013-2014 è stato Macron, mentre lo sponsor ufficiale è stato Bricofer.
| 1ª divisa | 2ª divisa |

## Organigramma societario
Area direttiva
- Presidente: Paola Cavicchi
- Vicepresidenti: Fabrizio Colletti e Pasquale Maietta
- Direttore generale: Davide Lemma
- Amministrazione: Paola Balestrieri
- Segretario generale: Giovanni Francavilla
- Segreteria: Nicola Avolio
- Responsabile comunicazione: Gianpiero Terenzi
- Responsabile sicurezza e rapporti coi tifosi: Fabrizio Ziroli

Area tecnica
- Direttore sportivo: Mauro Facci
- Allenatore: Gaetano Auteri (fino al 10 settembre 2013), poi Roberto Breda
- Allenatore in seconda: Loreno Cassia (fino al 10 settembre 2013), poi Carlo Ricchetti
- Preparatore dei portieri: Luca Gentili
- Preparatore atletico: Giuseppe Di Mauro (fino al 10 settembre 2013), poi Donatello Matarangolo

## Rosa
| N. |                               | Ruolo | Calciatore               |
| -- | ----------------------------- | ----- | ------------------------ |
| 1  | Italia (bandiera)             | P     | Alessandro Iacobucci     |
| 3  | Italia (bandiera)             | D     | Matteo Bruscagin         |
| 4  | Italia (bandiera)             | D     | Marcello Cottafava       |
| 5  | Italia (bandiera)             | C     | Alessandro Bruno         |
| 6  | Italia (bandiera)             | C     | Dario Maltese            |
| 7  | Italia (bandiera)             | C     | Dario Barraco            |
| 7  | Italia (bandiera)             | C     | Federico Viviani         |
| 8  | Italia (bandiera)             | C     | Marco Crimi              |
| 9  | Brasile (bandiera)            | A     | Jefferson                |
| 10 | Italia (bandiera)             | C     | Alberto Gerbo            |
| 11 | Italia (bandiera)             | A     | Michele Paolucci         |
| 12 | Polonia (bandiera)            | P     | Wojciech Pawłowski       |
| 12 | Italia (bandiera)             | P     | Andrea Tozzo             |
| 13 | Macedonia del Nord (bandiera) | D     | Stefan Ristovski         |
| 14 | Argentina (bandiera)          | C     | Maximiliano Cejas        |
| 15 | Italia (bandiera)             | C     | Juri Cisotti             |
| 16 | Italia (bandiera)             | D     | Andrea Milani (capitano) |

| N. |                       | Ruolo | Calciatore          |
| -- | --------------------- | ----- | ------------------- |
| 17 | Italia (bandiera)     | D     | Gianluca Di Chiara  |
| 17 | Portogallo (bandiera) | A     | Fábio Nunes         |
| 18 | Italia (bandiera)     | C     | Stefano Morrone     |
| 19 | Ghana (bandiera)      | C     | Masahudu Alhassan   |
| 21 | Italia (bandiera)     | D     | Roberto De Giosa    |
| 21 | Italia (bandiera)     | C     | Karim Laribi        |
| 23 | Italia (bandiera)     | D     | Riccardo Brosco     |
| 24 | Italia (bandiera)     | D     | Marco Baldan        |
| 25 | Italia (bandiera)     | A     | Cosimo Chiricò      |
| 27 | Italia (bandiera)     | D     | Andrea Esposito     |
| 28 | Italia (bandiera)     | C     | Luca Ricciardi      |
| 29 | Italia (bandiera)     | A     | Maikol Negro        |
| 30 | Italia (bandiera)     | D     | Alberto Massacci    |
| 31 | Algeria (bandiera)    | A     | Abdelkader Ghezzal  |
| 32 | Italia (bandiera)     | D     | Giuseppe Figliomeni |
| 33 | Brasile (bandiera)    | A     | Jonathas            |

## Risultati

### Serie B

#### Girone di andata
| Arbitro: | Aureliano (Bologna) |

|                               |           |             |
| Maccarone 14’, 21’ Tavano 16’ | Marcatori | 77’ Morrone |

| Arbitro: | Roca (Foggia) |

|           |           |            |
| Negro 60’ | Marcatori | 13’ Fabbro |

| Arbitro: | Manganiello (Pinerolo) |

|  |           |                                     |
|  | Marcatori | 24’ Zecchin 57’ Calil 89’ Pavoletti |

| Cittadella 14 settembre 2013, ore 15:00 CEST 4ª giornata | Cittadella       | 0 – 0 referto | Latina | Stadio Piercesare Tombolato\| Arbitro: \| Maresca (Napoli) \| |
| Arbitro:                                                 | Maresca (Napoli) |               |        |                                                               |

| Latina 20 settembre 2013, ore 19:00 CEST 5ª giornata | Latina                | 0 – 0 referto | Virtus Lanciano | Stadio Domenico Francioni\| Arbitro: \| Abbattista (Molfetta) \| |
| Arbitro:                                             | Abbattista (Molfetta) |               |                 |                                                                  |

| Padova 24 settembre 2013, ore 20:30 CEST 6ª giornata | Padova           | 0 – 0 referto | Latina | Stadio Euganeo\| Arbitro: \| Pinzani (Empoli) \| |
| Arbitro:                                             | Pinzani (Empoli) |               |        |                                                  |

| Arbitro: | Di Paolo (Avezzano) |

|                          |           |  |
| Morrone 39’ Jonathas 47’ | Marcatori |  |

| Arbitro: | Cervellera (Trapani) |

|                |           |              |
| M. Mancosu 28’ | Marcatori | 30’ Jonathas |

| Latina 13 ottobre 2013, ore 15:00 CEST 9ª giornata | Latina         | 0 – 0 referto | Modena | Stadio Domenico Francioni\| Arbitro: \| Bruno (Torino) \| |
| Arbitro:                                           | Bruno (Torino) |               |        |                                                           |

| Arbitro: | Baracani (Firenze) |

|  |           |              |
|  | Marcatori | 71’ Jonathas |

| Arbitro: | Ostinelli (Como) |

|                     |           |             |
| Memushaj 48’ (rig.) | Marcatori | 27’ Morrone |

| Arbitro: | Pairetto (Nichelino) |

|               |           |  |
| Jefferson 81’ | Marcatori |  |

| Arbitro: | Pasqua (Tivoli) |

|                         |           |                          |
| Rubino 57’ Lepiller 76’ | Marcatori | 21’, 35’ (rig.) Jonathas |

| Arbitro: | Maresca (Napoli) |

|             |           |  |
| Ghezzal 12’ | Marcatori |  |

| Arbitro: | Fabbri (Ravenna) |

|               |           |                             |
| Hernández 18’ | Marcatori | 25’ Ghezzal 45+2’ Jefferson |

| Arbitro: | Borriello (Mantova) |

|              |           |  |
| Jonathas 74’ | Marcatori |  |

| Arbitro: | Saia (Palermo) |

|          |           |  |
| Masi 67’ | Marcatori |  |

| Arbitro: | Aureliano (Bologna) |

|                                    |           |                                           |
| Cottafava 65’ Del Prete 84’ (aut.) | Marcatori | 19’ (aut.) Brosco 47’ Ligi 79’ De Giorgio |

| Arbitro: | Chiffi (Padova) |

|             |           |  |
| Rosseti 38’ | Marcatori |  |

| Latina 26 dicembre 2013, ore 15:00 CET 20ª giornata | Latina       | 0 – 0 referto | Cesena | Stadio Domenico Francioni\| Arbitro: \| Nasca (Bari) \| |
| Arbitro:                                            | Nasca (Bari) |               |        |                                                         |

| Arbitro: | Bruno (Torino) |

|            |           |                                                     |
| Ebagua 65’ | Marcatori | 54’ Cisotti 57’ Crimi 80’ Figliomeni 90+3’ Jonathas |

#### Girone di ritorno
| Arbitro: | Roca (Foggia) |

|                               |           |            |
| Jefferson 78’ Ristovski 90+3’ | Marcatori | 74’ Tavano |

| Arbitro: | Cervellera (Taranto) |

|             |           |               |
| Ciano 90+1’ | Marcatori | 61’ Cottafava |

| Varese 8 febbraio 2014, ore 15:00 CET 24ª giornata | Varese                | 0 – 0 referto | Latina | Stadio Franco Ossola\| Arbitro: \| Abbattista (Molfetta) \| |
| Arbitro:                                           | Abbattista (Molfetta) |               |        |                                                             |

| Arbitro: | Minelli (Varese) |

|              |           |  |
| Jonathas 18’ | Marcatori |  |

| Lanciano 22 febbraio 2014, ore 15:00 CET 26ª giornata | Virtus Lanciano | 0 – 0 referto | Latina | Stadio Guido Biondi\| Arbitro: \| Nasca (Bari) \| |
| Arbitro:                                              | Nasca (Bari)    |               |        |                                                   |

| Arbitro: | Candussio (Cervignano del Friuli) |

|                               |           |  |
| Jonathas 31’, 63’ Viviani 69’ | Marcatori |  |

| Arbitro: | Borriello (Mantova) |

|  |           |                          |
|  | Marcatori | 4’ Jonathas 30’ Paolucci |

| Arbitro: | Merchiori (Ferrara) |

|  |           |                |
|  | Marcatori | 90+3’ [Pirrone |

| Arbitro: | Pasqua (Tivoli) |

|                                                      |           |  |
| Babacar 55’ Granoche 61’ (rig.) Rizzo 83’ Mangni 87’ | Marcatori |  |

| Arbitro: | Cervellera (Taranto) |

|  |           |                         |
|  | Marcatori | 65’ Caprari 90’ Brugman |

| Arbitro: | Chiffi (Padova) |

|              |           |  |
| Paolucci 12’ | Marcatori |  |

| Arbitro: | Ostinelli (Como) |

|  |           |              |
|  | Marcatori | 87’ Jonathas |

| Arbitro: | Borriello (Mantova) |

|                                                      |           |               |
| Jonathas 51’ Ristovski 70’ Viviani 76’ Jefferson 87’ | Marcatori | 84’ Sansovini |

| Arbitro: | Ghersini (Genova) |

|  |           |              |
|  | Marcatori | 14’ A. Bruno |

| Arbitro: | Pairetto (Nichelino) |

|              |           |                                      |
| Paolucci 56’ | Marcatori | 52’ Dybala 72’ Pisano 90+2’ Lafferty |

| Arbitro: | Roca (Foggia) |

|             |           |              |
| Doukara 14’ | Marcatori | 78’ Jonathas |

| Arbitro: | Bruno (Torino) |

|                             |           |  |
| Viviani 66’ Jefferson 90+3’ | Marcatori |  |

| Arbitro: | Baracani (Firenze) |

|  |           |             |
|  | Marcatori | 2’ Alhassan |

| Arbitro: | Di Bello (Brindisi) |

|  |           |                                          |
|  | Marcatori | 29’ Giacomazzi 53’ Rosina 88’ Rafa Jordà |

| Arbitro: | Nasca (Bari) |

|                |           |                             |
| Cascione 90+2’ | Marcatori | 45+1’ Crimi 63’, 85’ Laribi |

| Latina 31 maggio 2014, ore 20:30 CEST 42ª giornata | Latina        | 0 – 0 referto | Spezia | Stadio Domenico Francioni\| Arbitro: \| Ciampi (Roma) \| |
| Arbitro:                                           | Ciampi (Roma) |               |        |                                                          |

### Play-off

#### Semifinali
| Arbitro: | Ostinelli (Como) |

|                         |           |                                  |
| Çani 67’ João Silva 79’ | Marcatori | 22’ (aut.) Polenta 90’ Ristovski |

| Arbitro: | Pinzani (Empoli) |

|                                |           |                               |
| Jonathas 81’ (rig.) Laribi 84’ | Marcatori | 73’ (rig.) Polenta 88’ Galano |

#### Finali
| Arbitro: | Cervellera (Taranto) |

|                           |           |             |
| Volta 45+3’ Marilungo 52’ | Marcatori | 89’ Cisotti |

| Arbitro: | Di Bello (Brindisi) |

|              |           |                                |
| A. Bruno 13’ | Marcatori | 52’ Defrel 90’ (rig.) Cascione |

### Coppa Italia

#### Secondo turno
| Arbitro: | Maresca (Napoli) |

|                    |           |  |
| Pettinari 39’, 51’ | Marcatori |  |

## Statistiche

### Statistiche di squadra
| Competizione | Punti | In casa | In casa | In casa | In casa | In casa | In casa | In trasferta | In trasferta | In trasferta | In trasferta | In trasferta | In trasferta | Totale | Totale | Totale | Totale | Totale | Totale | DR |
| Competizione | Punti | G       | V       | N       | P       | Gf      | Gs      | G            | V            | N            | P            | Gf           | Gs           | G      | V      | N      | P      | Gf     | Gs     | DR |
| ------------ | ----- | ------- | ------- | ------- | ------- | ------- | ------- | ------------ | ------------ | ------------ | ------------ | ------------ | ------------ | ------ | ------ | ------ | ------ | ------ | ------ | -- |
| Serie B      | 68    | 21      | 10      | 5       | 6       | 22      | 18      | 21           | 8            | 9            | 4            | 22           | 18           | 42     | 18     | 14     | 10     | 44     | 36     | +8 |
| Coppa Italia |       | -       | -       | -       | -       | -       | -       | 1            | 0            | 0            | 1            | 0            | 2            | 1      | 0      | 0      | 1      | 0      | 2      | -2 |
| Play-off     |       | 2       | 0       | 1       | 1       | 3       | 4       | 2            | 0            | 1            | 1            | 3            | 4            | 4      | 0      | 2      | 2      | 6      | 8      | -2 |
| Totale       | -     | 23      | 10      | 6       | 7       | 25      | 22      | 24           | 8            | 10           | 6            | 25           | 24           | 47     | 18     | 16     | 13     | 50     | 46     | +4 |

### Andamento in campionato
| Giornata  | 1  | 2  | 3  | 4  | 5  | 6  | 7  | 8  | 9  | 10 | 11 | 12 | 13 | 14 | 15 | 16 | 17 | 18 | 19 | 20 | 21 | 22 | 23 | 24 | 25 | 26 | 27 | 28 | 29 | 30 | 31 | 32 | 33 | 34 | 35 | 36 | 37 | 38 | 39 | 40 | 41 | 42 |
| --------- | -- | -- | -- | -- | -- | -- | -- | -- | -- | -- | -- | -- | -- | -- | -- | -- | -- | -- | -- | -- | -- | -- | -- | -- | -- | -- | -- | -- | -- | -- | -- | -- | -- | -- | -- | -- | -- | -- | -- | -- | -- | -- |
| Luogo     | T  | C  | C  | T  | C  | T  | C  | T  | C  | T  | T  | C  | T  | C  | T  | C  | T  | C  | T  | C  | T  | C  | T  | T  | C  | T  | C  | T  | C  | T  | C  | C  | T  | C  | T  | C  | T  | C  | T  | C  | T  | C  |
| Risultato | P  | N  | P  | N  | N  | N  | V  | N  | N  | V  | N  | V  | N  | V  | V  | V  | P  | P  | P  | N  | V  | V  | N  | N  | V  | N  | V  | V  | P  | P  | P  | V  | V  | V  | V  | P  | N  | V  | V  | P  | V  | N  |
| Posizione | 18 | 17 | 19 | 20 | 21 | 21 | 18 | 17 | 16 | 12 | 11 | 10 | 10 | 8  | 7  | 6  | 6  | 6  | 13 | 13 | 8  | 8  | 7  | 9  | 7  | 7  | 6  | 3  | 4  | 8  | 9  | 8  | 5  | 3  | 2  | 3  | 3  | 3  | 3  | 4  | 3  | 3  |

Fonte:  Classifica Estesa Serie B Eurobet 2013-2014, su legaserieb.it, Lega Serie B (archiviato dall'url originale il 24 agosto 2013).
Legenda:

Luogo: C = Casa; T = Trasferta. Risultato: V = Vittoria; N = Pareggio; P = Sconfitta.

### Statistiche dei giocatori
| Giocatore     | Serie B  | Serie B | Serie B     | Serie B    | Play-off | Play-off | Play-off    | Play-off   | Coppa Italia | Coppa Italia | Coppa Italia | Coppa Italia | Totale   | Totale | Totale      | Totale     |
| Giocatore     | Presenze | Reti    | Ammonizioni | Espulsioni | Presenze | Reti     | Ammonizioni | Espulsioni | Presenze     | Reti         | Ammonizioni  | Espulsioni   | Presenze | Reti   | Ammonizioni | Espulsioni |
| ------------- | -------- | ------- | ----------- | ---------- | -------- | -------- | ----------- | ---------- | ------------ | ------------ | ------------ | ------------ | -------- | ------ | ----------- | ---------- |
| M. Alhassan   | 38       | 1       | 4           | 1          | 4        | 0        | 0           | 0          | 1            | 0            | 0            | 0            | 43       | 1      | 4           | 1          |
| M. Baldan     | 1        | 0       | 1           | 0          | -        | -        | -           | -          | 1            | 0            | 0            | 0            | 2        | 0      | 1           | 0          |
| D. Barraco    | 7        | 0       | 0           | 0          | -        | -        | -           | -          | -            | -            | -            | -            | 7        | 0      | 0           | 0          |
| R. Brosco     | 35       | 0       | 13          | 0          | 4        | 0        | 1           | 0          | 1            | 0            | 0            | 0            | 40       | 0      | 14          | 0          |
| A. Bruno      | 39       | 1       | 12          | 0          | 3        | 1        | 2           | 0          | 1            | 0            | 0            | 0            | 43       | 2      | 14          | 0          |
| M. Bruscagin  | 9        | 0       | 1           | 0          | 1        | 0        | 0           | 0          | -            | -            | -            | -            | 10       | 0      | 1           | 0          |
| M. Cejas      | 6        | 0       | 1           | 0          | -        | -        | -           | -          | -            | -            | -            | -            | 6        | 0      | 1           | 0          |
| C. Chiricò    | 6        | 0       | 0           | 0          | -        | -        | -           | -          | -            | -            | -            | -            | 6        | 0      | 0           | 0          |
| Y. Cisotti    | 18       | 1       | 1           | 0          | 4        | 1        | 0           | 0          | 1            | 0            | 0            | 0            | 23       | 2      | 1           | 0          |
| M. Cottafava  | 40       | 2       | 5           | 0          | 4        | 0        | 1           | 0          | 1            | 0            | 0            | 0            | 45       | 2      | 6           | 0          |
| M. Crimi      | 31       | 2       | 11          | 1          | 4        | 0        | 1           | 0          | -            | -            | -            | -            | 35       | 2      | 12          | 1          |
| R. De Giosa   | 2        | 0       | 1           | 0          | -        | -        | -           | -          | -            | -            | -            | -            | 2        | 0      | 1           | 0          |
| G. Di Chiara  | 3        | 0       | 2           | 0          | -        | -        | -           | -          | 1            | 0            | 0            | 0            | 4        | 0      | 2           | 0          |
| A. Esposito   | 36       | 0       | 6           | 1          | 3        | 0        | 2           | 0          | 1            | 0            | 0            | 0            | 40       | 0      | 8           | 1          |
| G. Figliomeni | 12       | 1       | 4           | 0          | -        | -        | -           | -          | -            | -            | -            | -            | 12       | 1      | 4           | 0          |
| A. Gerbo      | 8        | 0       | 2           | 0          | -        | -        | -           | -          | -            | -            | -            | -            | 8        | 0      | 2           | 0          |
| A. Ghezzal    | 25       | 2       | 4           | 1          | -        | -        | -           | -          | -            | -            | -            | -            | 25       | 2      | 4           | 1          |
| A. Iacobucci  | 42       | -36     | 2           | 0          | 4        | -8       | 0           | 0          | 1            | -2           | 0            | 0            | 47       | -46    | 2           | 0          |
| Jefferson     | 26       | 5       | 2           | 1          | 4        | 0        | 1           | 0          | -            | -            | -            | -            | 30       | 5      | 3           | 1          |
| Jonathas      | 32       | 14      | 9           | 1          | 4        | 1        | 1           | 0          | -            | -            | -            | -            | 36       | 15     | 10          | 1          |
| K. Laribi     | 10       | 2       | 3           | 1          | 4        | 1        | 1           | 0          | -            | -            | -            | -            | 14       | 3      | 4           | 1          |
| D. Maltese    | 12       | 0       | 0           | 0          | -        | -        | -           | -          | 1            | 0            | 0            | 0            | 13       | 0      | 0           | 0          |
| A. Milani     | 31       | 0       | 6           | 1          | 3        | 0        | 0           | 0          | 1            | 0            | 1            | 0            | 35       | 0      | 7           | 1          |
| S. Morrone    | 33       | 3       | 8           | 0          | 2        | 0        | 0           | 0          | -            | -            | -            | -            | 35       | 3      | 8           | 0          |
| M. Negro      | 8        | 1       | 1           | 0          | -        | -        | -           | -          | 1            | 0            | 0            | 0            | 9        | 1      | 1           | 0          |
| F. Nunes      | 2        | 0       | 0           | 0          | -        | -        | -           | -          | -            | -            | -            | -            | 2        | 0      | 0           | 0          |
| M. Paolucci   | 17       | 3       | 3           | 0          | -        | -        | -           | -          | -            | -            | -            | -            | 17       | 3      | 3           | 0          |
| L. Ricciardi  | 5        | 0       | 1           | 0          | -        | -        | -           | -          | 1            | 0            | 0            | 0            | 6        | 0      | 1           | 0          |
| S. Ristovski  | 33       | 2       | 4           | 0          | 4        | 1        | 0           | 0          | 1            | 0            | 0            | 0            | 38       | 3      | 4           | 0          |
| F. Viviani    | 17       | 3       | 6           | 0          | 4        | 0        | 1           | 0          | -            | -            | -            | -            | 21       | 3      | 7           | 0          |